# Cullen House

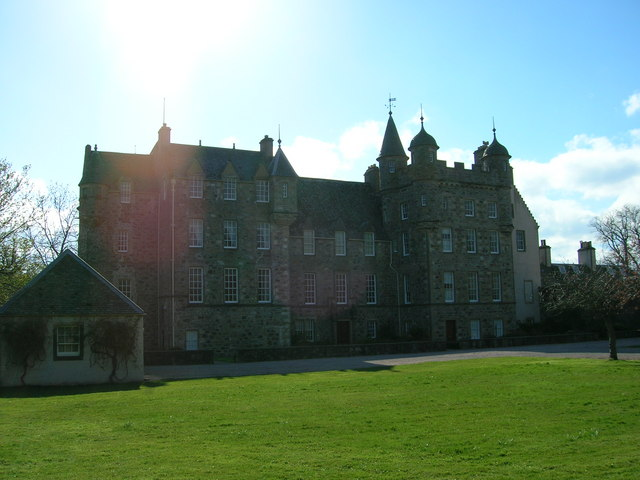
Cullen House

Cullen House ist ein Herrenhaus nahe der schottischen Ortschaft Cullen in der Council Area Moray. 1972 wurde das Bauwerk in die schottischen Denkmallisten in der höchsten Denkmalkategorie A aufgenommen. Mit dem Temple of Pomona, der Hauptpforte zu dem Anwesen und der Cullen House Bridge sind drei weitere Bauwerke auf dem Anwesen separat als Kategorie-A-Bauwerke geschützt. Zehn weitere Außenbauwerke sind zudem als Kategorie-B-Bauwerke klassifiziert und drei als Denkmäler der Kategorie C. Das Gesamtanwesen ist im schottischen Register für Landschaftsgärten verzeichnet. In vier von sieben Kategorien wurde das höchste Prädikat „herausragend“ verliehen.

## Geschichte
Die früheste Erwähnung eines Bauwerks am Standort datiert auf das Jahr 1232, als es Teil der Besitztümer der Familie St Clair (Sinclair) war. Seit spätestens 1236 befindet sich am Standort eine Kirche, in der unter anderem die Gebeine Elizabeth de Burghs beigesetzt wurden. Später zum Kollegiatstift St Mary’s Collegiate Church erweitert, diente die Kirche dann als Pfarrkirche und ist heute als Cullen Old Church bekannt.

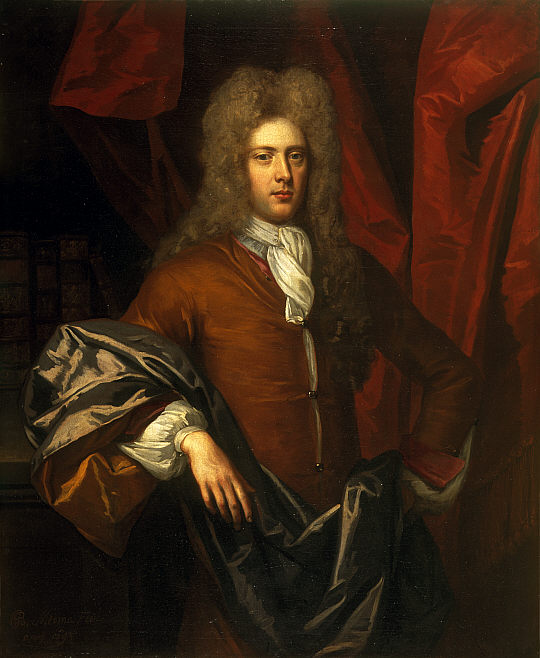
James Ogilvy, 4. Earl of Findlater

Auf die Sinclairs folgten die Ogilvys als Besitzer Cullens. Als regionale Lairds ließen sie ab 1600 Cullen House als ihren Sitz errichten. Bei dem zwei Jahre später abgeschlossenen Bau handelte es sich um ein Tower House mit Z-förmigem Grundriss in dessen Struktur Teile des Vorgängerbauwerks integriert wurden. Im Jahre 1616 wurde Walter Ogilvy in den Rang eines Lords erhoben. Sein Sohn James wurde 1638 als erster Earl of Findlater installiert. Der Lordkanzler Schottlands, James Ogilvy, 4. Earl of Findlater, wurde 1701 zusätzlich zum Earl of Seafield erhoben. Cullen House war somit Stammsitz einer der einflussreichsten schottischen Adelslinien ihrer Zeit.
Mit dem Tod seines Vaters im Jahre 1770 erbte James Ogilvy, 7. Earl of Findlater das Anwesen. Obschon er ab 1779 in Sachsen lebte, traf er weiterhin die Entscheidungen bezüglich der Entwicklung des Anwesens und zeigte Interesse an Cullen House. James Ogilvy beauftragte Robert Adam mit dem Entwurf eines neuen Herrenhauses am Standort. Hingegen beauftragte er James Playfair mit der Erstellung eines Entwurfs zur Erweiterung und Überarbeitung des bestehenden Hauses. Beide Entwürfe wurden jedoch nicht ausgeführt. Trotzdem wurden sie bei den Planungen zur Neugestaltung der Parkanlagen, die der aus Nottinghamshire stammende Landschaftsarchitekt Thomas White 1790 produzierte, berücksichtigt. Whites Pläne wurden teilweise ausgeführt. Hierzu zählte auch die Verlegung der Ortschaft Cullen, um Flächen zur Entwicklung des Anwesens freizusetzen. Cullen wurde schließlich ab 1811 als Plansiedlung am jetzigen Standort errichtet und die alte Ortschaft abgetragen. Mit dem Tod James Ogilvys im Jahre 1811 erlosch die Linie der Earls of Findlater.
Die Adelslinie der Earls of Seafield starb hingegen nicht aus. Den Titel erbte Lewis Alexander Grant-Ogilvy, 5. Earl of Seafield. Dieser und sein Sohn entwickelten die Parkanlagen weiter. Sein heutiges Aussehen erhielt Cullen House durch David Bryce, den John Charles Ogilvy-Grant, 7. Earl of Seafield gegen Ende der 1850er Jahre mit der Überarbeitung und Erweiterung des Herrenhauses beauftragte. 1981 veräußerte Ian Derek Francis Ogilvie-Grant, 13. Earl of Seafield Cullen House an Kit Martin. Dieser ließ den Innenraum in 13 separierte Wohneinheiten unterteilen. Ein Brand im Juli 1987 verheerte Teile des Gebäudes, welches daraufhin restauriert wurde.

## Beschreibung
Cullen House steht inmitten eines weitläufigen Anwesens rund einen Kilometer südwestlich des Zentrums von Cullen am rechten Ufer des Burn of Cullen. Die Cullen Old Church am ehemaligen Standort von Cullen steht 400 Meter nordöstlich. Seit der Überarbeitung durch David Bryce ist Cullen House im historisierenden Scottish-Baronial-Stil ausgestaltet. Sein Mauerwerk, das teilweise mit Harl verputzt ist, besteht aus grob behauenem Bruchstein. Auskragende Ecktourellen mit Kegeldächern und Staffelgiebel sind als wesentliche Merkmale des Scottish Baronials vorhanden. Entlang der Fassaden sind Sprossenfenster unterschiedlicher Formate eingesetzt. Die Lukarnen sind mit teils elaboriert ornamentierten Giebeln ausgeführt. Sämtliche Dächer sind mit Schiefer eingedeckt.

## Cullen House Bridge

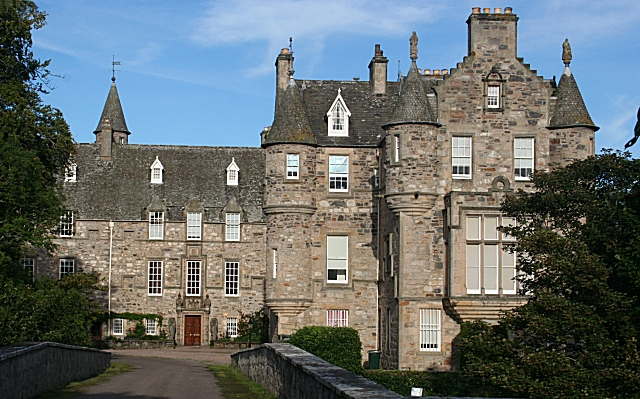
Die Cullen House Bridge am unteren Bildrand

Die 1744 nach einem Entwurf des schottischen Architekten William Adam errichtete Cullen House Bridge überspannt direkt südwestlich des Herrenhauses den Burn of Cullen mit einem ausgemauerten Bogen mit einer lichten Weite von 25,6 Metern. Aufgrund der Tiefe der engen Schlucht weist der Bogen eine Lichte Höhe von 19,5 Metern auf. Das Mauerwerk des Viadukts besteht aus Granitquadern. Die Widerlager sind pilastriert. Gedeckte Brüstungen begrenzen die Fahrbahn. Eine mittig an der Nordseite eingelegte Platte trägt eine Inschrift.

## Temple of Pomona
Temple of Pomona ist ein Folly in den umgebenden Parkanlagen. Er steht abseits der A98 am Nordrand des Anwesens nahe der Küste des Moray Firths auf dem Castle Hill. Bereits 1788 erstellte James Playfair einen Entwurf für den Folly. Dieser wurde jedoch nicht ausgeführt. Möglicherweise basiert der 1822 von William Robertson errichtete Temple of Pomona auf Playfairs Entwurf. Die klassizistische Rotunde ist mit acht ionischen Säulen ausgeführt, die auf einer runden Basis ruhen. Auf dem Gebälk ruht eine Kuppel, die mit Fresken ornamentiert ist. Im Zentrum der Rotunde ruhte einst eine Pomona-Statue. Sie ging jedoch zu Zeiten des Zweiten Weltkriegs verloren. Der angeschlossene Teesalon ging in den 1970er Jahren verloren.

## Hauptpforte
Die Hauptpforte befindet sich rund 400 Meter südöstlich von Cullen House, jedoch nicht an der Grenze des Anwesens. Sie wurde 1767 nach einem Entwurf James Adams errichtet. Die Pforte ist monumental im Stile eines Triumphbogens ausgestaltet. Ionische Säulen flankieren den Rundbogen. Paterae ornamentieren die Zwickel. Die Säulen tragen ein Gebälk mit Girlandenfries. Das Tympanum des Giebels ziert die Earlskrone mit dem Buchstaben S für die Earls of Seafield. Flankierend sind aufgerichtete Löwen sowie an den Seiten liegende Löwen zu sehen. Die flankierenden kleineren Fußgängerpforten sind mit Gesimsen mit Akanthus-Ornamenten ausgeführt. Die Tore sind gusseisern und im Falle des Haupttors mit griechischen Motiven und Muscheln ornamentiert.
Blendmauern verbinden den Bogen mit den beiden flankierenden Lodges. Die Hauptfassaden der eingeschossigen Gebäude sind drei Achsen weit. Die Fassaden sind mit Harl verputzt. Ihre schiefergedeckten Dächer sind leicht geschweift. Die Walmdachgauben sind späteren Datums.